# The Quartier Latin (revistă)
- Pentru alte sensuri, vedeți Latin Quarter (dezambiguizare).

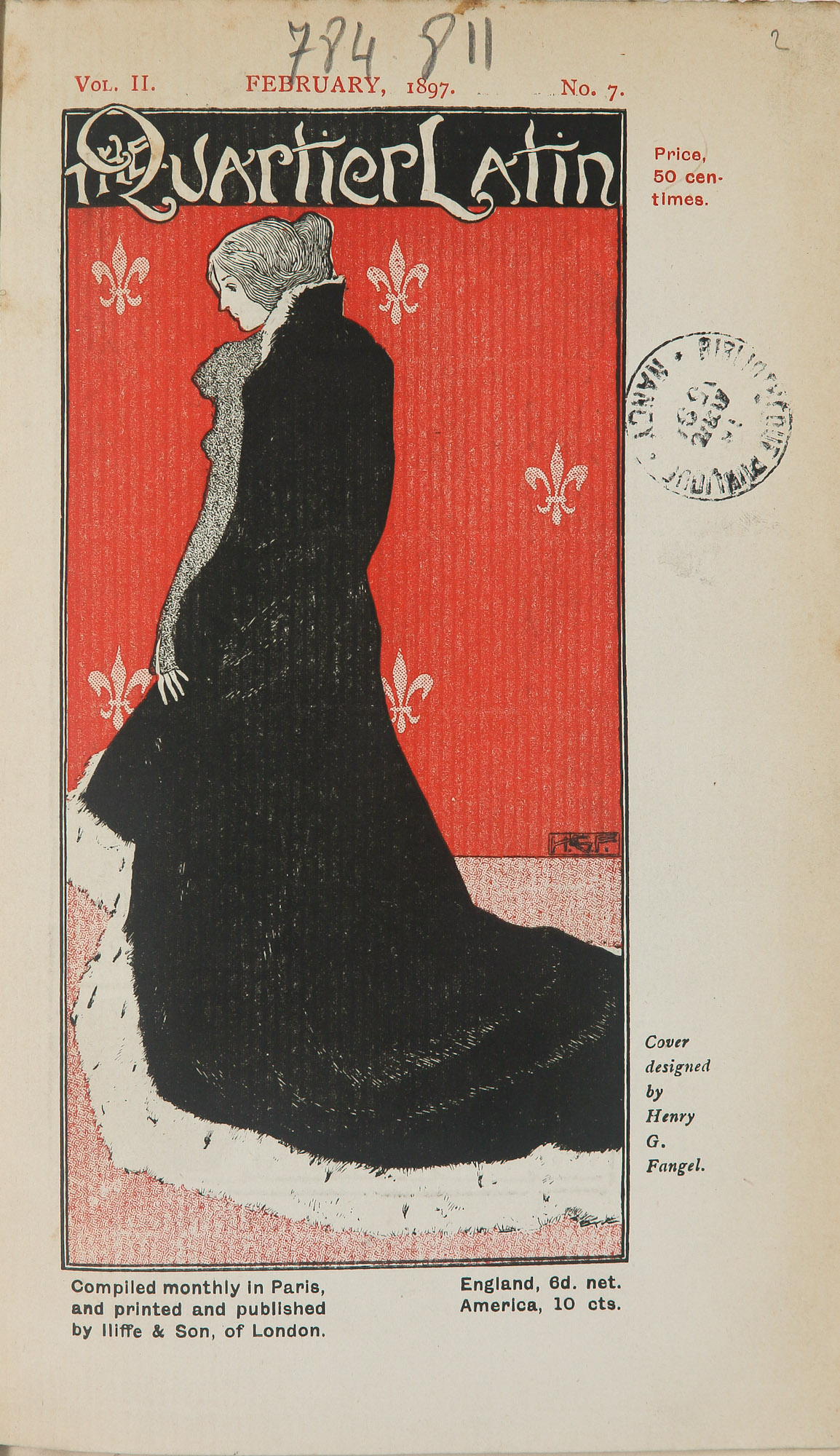
Coperta unui număr din 1897 al revistei The Quartier Latin — Cartierul latin

The Quartier Latin —  Cartierul latin  a fost o revistă dedicată artelor, publicată lunar din 1896 până în 1899, aflată sub puternica influență vizuală a curentului artistic Art Nouveau.
A fost editată la Paris de Asociația Americană de Artă din Paris, o organizație de expatriați americani, iubitori de artă și dedicați artelor, fiind publicată simultan la Paris, Londra și New York City.

## Istoric
A făcut parte dintr-un scurt și „momentan moft” al timpurilor, un fel de moft artistic, pentru reviste mai deosebite, de format mic, avangardiste,cunoscute, în engleză, și sub numele de chapbooks sau bibelots, la începutul secolului al XX-lea]].

## Influențe, format
Stilul și conținutul său au fost descrise ca fiind influențate de The Yellow Book și The Chap-Book, ambele debutând în 1894 și prezentând ilustrații vivide de tip modernist și art-nouveau similare. O limpede introducere, la apariția primului număr, recunoaște deschis ca publicații surori nu doar The Chap-Book, dar și altele din aceeași categorie, precum The Lotus, The Philistine, The Bibelot, The Lark și The What-not.